# ユダヤ機動部隊
ユダヤ機動部隊（Jewish Task Force）とは、アメリカ合衆国に存在するカハネ主義団体。1998年8月創設。創設者および現在組織の長を務めているのはニューヨークに在住するユダヤ防衛同盟元議長のヴィクター・ヴァンシアー（ハイム・ベン・ペサフ）。組織のヘブライ語名は"הימין האמיתי" 「ハヤミン・ハアミティ」（真の右翼）。

## 概要
インターネット上にウェブサイトおよびフォーラムを開設している。内容は反イスラーム主義的なもので、バラク・オバマ、ヒラリー・クリントンといったリベラル派の人物を激しく攻撃している。
また、動画サイトであるYouTubeにもチャンネルを開設しており、ヴィクター・ヴァンシアー本人がハイム・ベン・ペサフと名乗り、様々な政治主張を行っていたが、YouTubeからアカウントを停止された。